# Jerzy Wocka
Jerzy Wocka (ur. 5 marca 1903 w Słupnej, zm. 16 czerwca 1980 w Mysłowicach) – polski bokser.
Był zawodnikiem klubów Lechia 06 Mysłowice, BKS Katowice i KS 09 Mysłowice, startując w latach 1924–1948. Walczył w kategorii ciężkiej, był reprezentantem kraju. Zaczął od uprawiania zapasów. W 1924 roku podjął się boksowania, które kontynuował sportowo przez kolejne 24 lata. Trzy razy zdobył tytuł wicemistrza Polski w 1927, 1931 i 1932 roku. W 1930 i 1933 roku był brązowym medalistą mistrzostw Polski. W reprezentacji Polski wystąpił 6 razy odnosząc 4 zwycięstwa i ponosząc 2 porażki w latach 1929 - 1934. Był jednym z bohaterów meczu reprezentacji Polski z Niemcami w 1931 roku, wygrywając z reprezentantem Niemiec Arturem Polterem i zapewniając tym samym zwycięstwo Polsce.